# Kamel Seddik
Kamel Seddik est un footballeur tunisien des années 1980. 

## Biographie
Il participe à la coupe d'Afrique des nations 1982 avec les Aigles de Carthage.

## Palmarès
- Coupe de Tunisie de football
  - Vainqueur : 1984-1985